# 이반 비슈네그라드스키

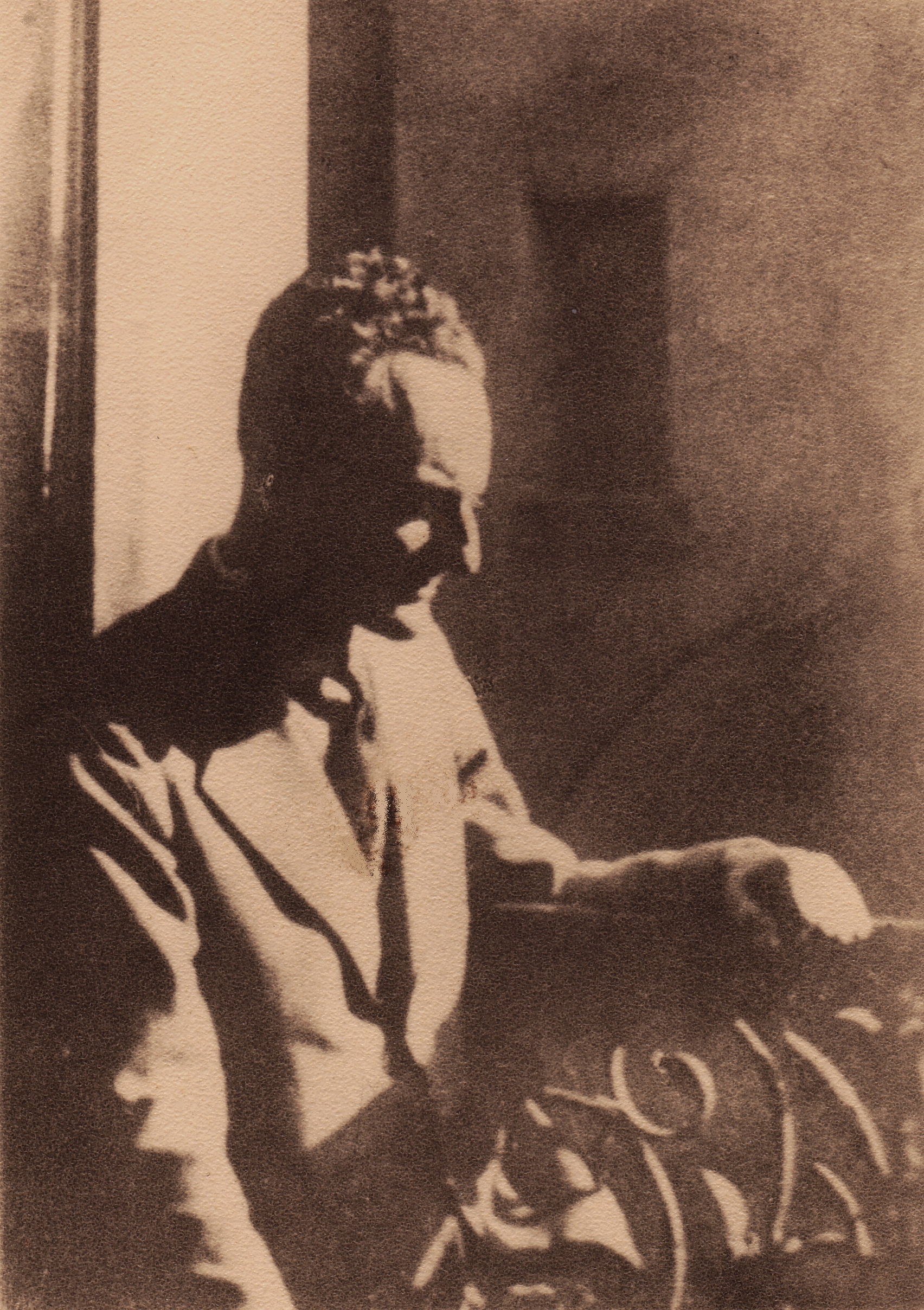

이반 알렉산드로비치 비슈네그라드스키(러시아어: Ива́н Алекса́ндрович Вышнегра́дский; 영어: Ivan Alexandrovich Wyschnegradsky, 1893년 5월 14일 상트페테르부르크 - 1979년 9월 29일 파리)는 러시아 제국 출신의 프랑스의 작곡가이다. 소련 시대부터 반음보다도 좁은 음정에 따른 「초반음계 기법(超半音階技法,  Ultra-chromaticism)」을 이론적으로 체계화하고, 그 뒤에 미분음음악의 추구자로서 유명해진다. 4분의 1음정부터, 1옥타브를 72등분한 음계까지를 발안했다.

## 약력
아버지는 은행가, 동명의 할아버지는 수학자이자, 1888년부터 1892년까지 외무대신을 맡았다.
원래는 법률학을 배웠으나, 페테르부르크 음악원에 전학하고 1911년붜 1914년까지 니콜라이 니콜라이 소콜로프에게 가르침을 받았다. 페테르부르크에서 스크랴빈의 작품을 알고, 강렬하게 영향을 받았다. 1916년부터 1917년에 걸쳐서 자작시를 토대로 작곡한 오라토리오《존재의 날(프랑스어: La Journée de l'Existence)》에서는, 종결에 있어서 12음의 톤 클러스터가 5옥타브에 이르러 울려퍼진다. 비슈네그라드스키가 그 중 10년간 개발시킨 「음향연속체」라는 개념에서, 미분음정과 초반음계 이론에 따르는 수많은 작품이 성립했다. 허나, 그의 대부분의 작품은 음악계에서 비슈네그라드스키의 만년이 될 때까지 주목받지 못했다.
1920년에 소련에서 파리로 망명했다. 1922년, 리하르트 슈타인, 알로이스 하바, 빌리 묄렌도르프, 외르크 마거와 같은 미분음의 작곡가와 만나러 베를린을 찾아, 사분음에 몰두한다. 하바와 사분음 피아노를 공동제작하는 계획이었으나, 부분적으로는 기술적인 이유에서, 부분적으로는 비자의 문제에서, 계획은 좌초되고, 파리에 돌아가야만 했다.
사생활에서는 1920년대 초두에 엘렌 브누아와 결혼하고, 1924년에는 장남 드미트리가 태어나지만, 1926년에 이혼했다. 1929년에 미국 국적의 루실 게이든과 만나, 나중에 재혼한다.
그 다음에도 잇따른 사분음 피아노의 제조 연구는, 좀처럼 순조로운 해결에는 이르지 못하고, 1927년에 독일의 피아노 제조회사 푀르스터사(社)에 사분음 피아노 제조를 의뢰한다. 1928년에 푀르스터사가 하바와 공동개발한 3단식 사분음 피아노를, 1930년에 구입했다.
1936년에는 그 때까지 모아적어놓은 작품(4분음의 관현악곡을 비롯한, 그 때까지 사이에 오나성되었지만 당시에는 상연할 수 없다고 간주되었던 것)을 수시로, 여러 대의 피아노(이를테면, 사분음 피아노 2대, 육분음 피아노 3대)를 위해 편곡하는 것을 결심한다. 1937년에 처음으로 자작곡으로만 이루어진 연주회가 열렸다. 이 무렵에, 올리비에 메시앙, 앙리 뒤티외, 클로드 발리프와 만나, 다시 4대의 사분음 피아노를 위한 교향곡 《차라투스트라는 이렇게 말했다》의 완서악장을 녹음했다.
1942년에 프랑스에 진주해왔던 나치군에 체포되어, 비슈네그라드스키 본인은 2년 간 콩피에뉴에, 루실 부인은 비뗄에 이동될 수 밖에 없었다. 이 사이, 결핵을 앓아 새너토리엄에서 장기요양에 들어가, 창작 활동의 위기에 처해 있었다. 그렇다고는 하나, 1950년에 퇴원하자마자, 지지자의 한 명이었던 메시앙에게 작곡 활동을 이어나가도록 격려받는다.
1945년 11월 11일, 이벳 그리모, 이본 로리오, 세르쥬 니그의 출연으로 비슈네그라드스키 작품의 연주회가 실현된다. 1947년 2월 17일에는 브뤼셀에서, 교향곡《차라투스트라는 이렇게 말했다》의 4대 피아노판이 앙드레 수리스의 지휘로 상연된다. 1951년 11월 28일, 《교향적 단장 제2번(Deuxième fragment symphonique)》 작품24의 4대 피아노판의 초연에, 피에르 불레즈와 클로드 엘페가 출연한다.
1977년, 라디오 프랑스가 비슈네그라드스키 작품의 대규모 연주회를 개최한다. 독일학술교류처에서 전속 작곡가로서 베를린에 초대되지만, 건강 상의 이유로 이미 참가할 수가 없었다.

## 작품
비슈네그라드스키는 주로 실용적·실천적인 이유에서도, 실내악 같은 소편성의 기악곡을 창작했다. 특히 2대의 사분음 피아노를 위한 작품(그 중에서도 《연주회용 연습곡집》 작품19, 《2개의 푸가》 작품33, 《통합》 작품49)이나 3대의 육분음 피아노를 위한 작품(《전주곡과 푸가》 작품30, 《정담(Dialogue à Trois)》[1974년]) 외, 6대의 십이분음 피아노를 위한 《무지개(Arc-en-Ciel)》 작품37 등이 있다. 거기에, 사분음 현악 사중주곡이 2곡(1923-24년 작곡의 작품13 및 1930-31년 작곡의 작품18) 있다. 단, 1945년에 착수되어, 1959년에 탈고한 작품38은 전통적인 음률의 현악 사중주곡이다. 단일 악장의 현악 삼중주곡(작품53, 1978년)은 사분음의 악곡이지만, 미완성으로 끝났다.
비슈네그라드스키는 이 외에도, 사분음의 화성법에 대한 참고서 《사분음 화성법의 입문서(Manual d'Harmonie à Quarts de Ton)》(1932년 파리)나, 초반음계 기법을 주제로 하는 논문도 출판했다.

### 주요 작품
- 관현악 반주의 가곡

칸타타《존재의 날》
- 4대의 사분음 피아노를 위한 작품

회전운동을 위한 습작, 작품45 Etude sur les Mouvements rotatoires
- 2대의 사분음 피아노를 위한 작품 다수

연주회용 연습곡집, 작품19
24의 전주곡, 작품22 24 Préludes dans l'échelle chromatique diatonisée (1934년, 개정 1960년 / 1970년)
푸가, 작품33
통합 Integrations, 작품49
- 2대의 육분음 피아노를 위한 작품

전주곡과 푸가 Prélude et Fugue, 작품30
정담 Dialogue à Trois (1974년)
- 실내악

현악 사중주곡 제1번, 작품13 (1923년 - 1924년)…사분음 악곡
현악 사중주곡 제2번, 작품18 (1930년 - 1931년)…사분음 악곡
현악 사중주곡 제3번, 작품38 (1945년 - 1959년)…통상 조현 악곡
현악 삼중주곡, 작품53 (1978년)…사분음 악곡

## 참고 자료

### 문헌
- Gayden L. Ivan Wyschnegradsky. Frankfurt: M.P. Belaieff, 1973
- Juan Allende-Blin: Ein Gespräch mit Ivan Wyschnegradsky. In: Alexander Skrjabin und die Skrjabinisten (Hrsg.: Heinz-Klaus Metzger, Rainer Riehn), Musik-Konzepte 32/33, edition text+kritik, 1983, S. 103-122. ISBN 3-88377-149-X
- Detlef Gojowy: Neue sowjetische Musik der 20er Jahre, Laaber-Verl., 1980. ISBN 3-9215-1809-1

### 음원
- 비슈네그라드스키: 사분음 시스템 피아노를 위한 작품집(폰테크 FOCD3216), (1988)
- Dialogue; Dithyrambe, Op. 12 : 2e2m, (1996)
- Hommage à Ivan Wyschnegradsky. Montréal : Société nouvelle d'enregistrement [SNE], (1998)
- Etude sur les Mouvements rotatoires : Col Legno, (2003)